# Свинуха (приток Чёрной Калитвы)
Свинуха — река в России, протекает по Воронежской области. Правый приток Чёрной Калитвы.

## География
Река Свинуха берёт начало около хутора Родина Героя. Течёт на восток по открытой местности. Устье реки находится у южной окраины города Россошь в 52 км по правому берегу реки Чёрной Калитвы. Длина реки составляет 27 км, площадь водосборного бассейна — 304 км².

## Данные водного реестра
По данным государственного водного реестра России относится к Донскому бассейновому округу, водохозяйственный участок реки — Дон от города Павловск и до устья реки Хопёр, без реки Подгорная, речной подбассейн реки — бассейны притоков Дона до впадения Хопра. Речной бассейн реки — Дон (российская часть бассейна).
Код объекта в государственном водном реестре — 05010101212107000004492.

### Притоки
(указано расстояние от устья)
- 12 км: река в балке Волкодав Яр